# 都昌县 (西汉)
都昌县，中国古县名。
汉景帝中元元年（前149年）省都昌侯国置，治所在今山东省昌邑市西南。属北海郡。东汉属北海国。建安初，北海相孔融出屯都昌，即此。南朝宋寄治青州城（今山东省青州市），仍属北海郡。北魏徙治今山东省临朐县东北都昌集。北齐属高阳郡。隋朝时，先属潍州，后属北海郡。唐朝武德六年（623年）省。